# Alford (Floryda)
Alford – miejscowość w Stanach Zjednoczonych, w stanie Floryda, w hrabstwie Jackson.